# Unidades Republicanas de Seguridad
Las Unidades Republicanas de Seguridad, también conocidas como URS, (en árabe argelino: وحدات الأمن الجمهوري), son un cuerpo especializado de la policía argelina, su ámbito de intervención es el mantenimiento del orden público y la seguridad nacional. Las URS son la unidad de policía antidisturbios y mantenimiento del orden de la Policía de Argelia.

## Organización

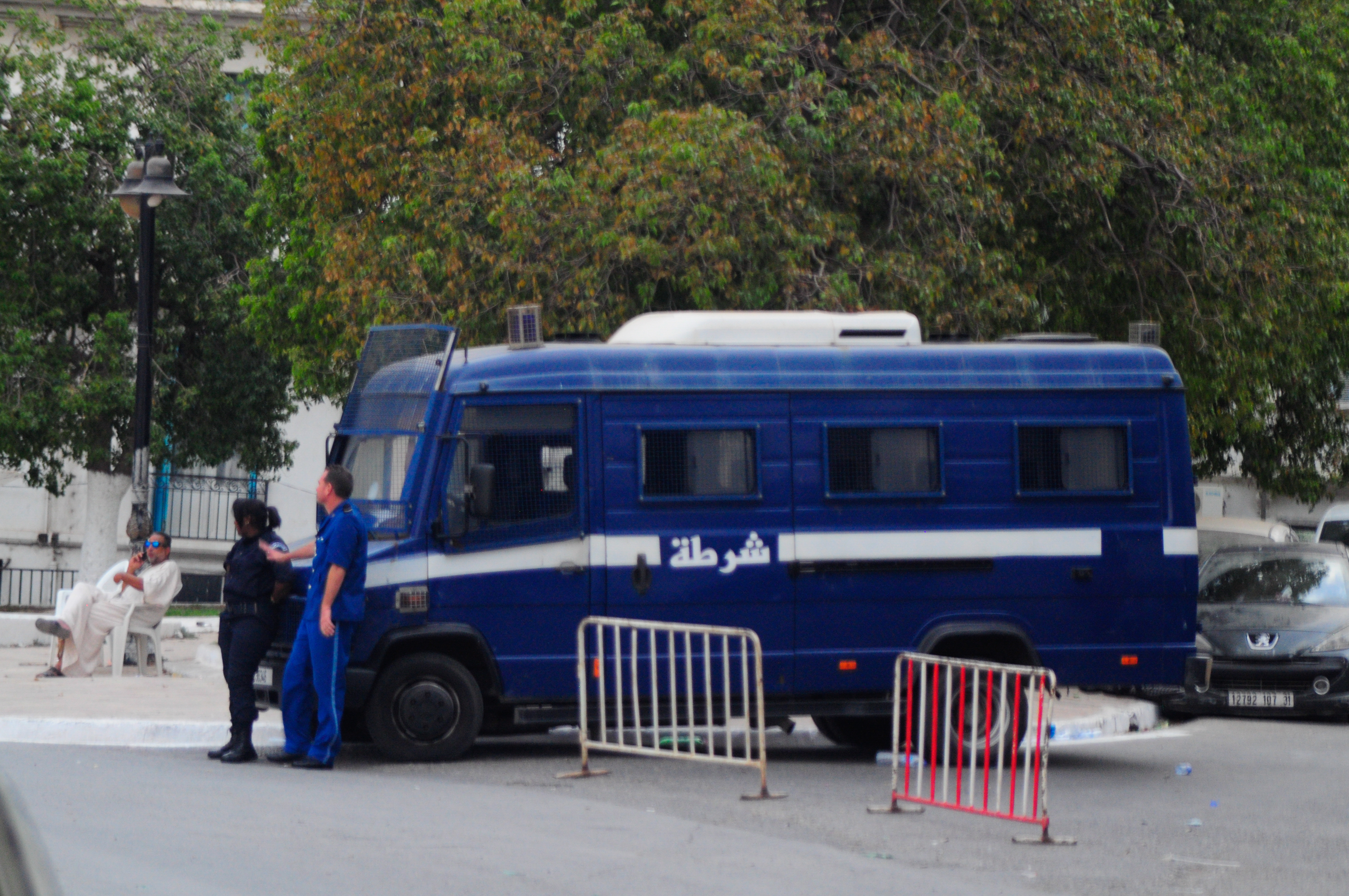
Un furgón policial de las URS.

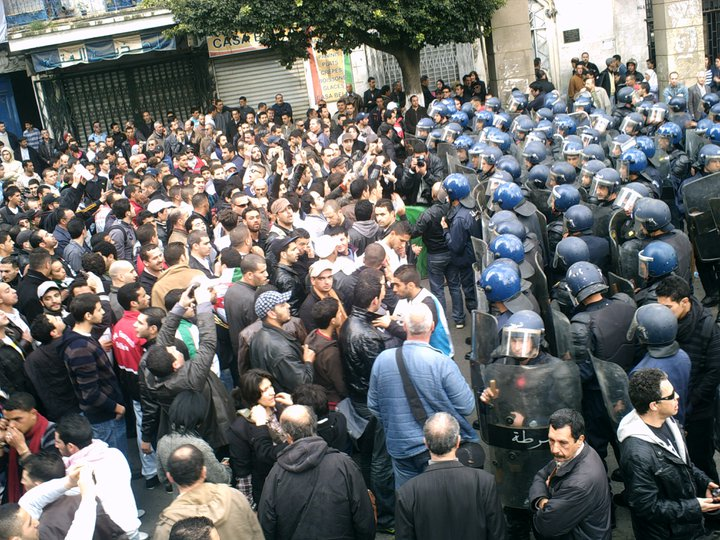
Un cordón policial de las URS durante una manifestación.

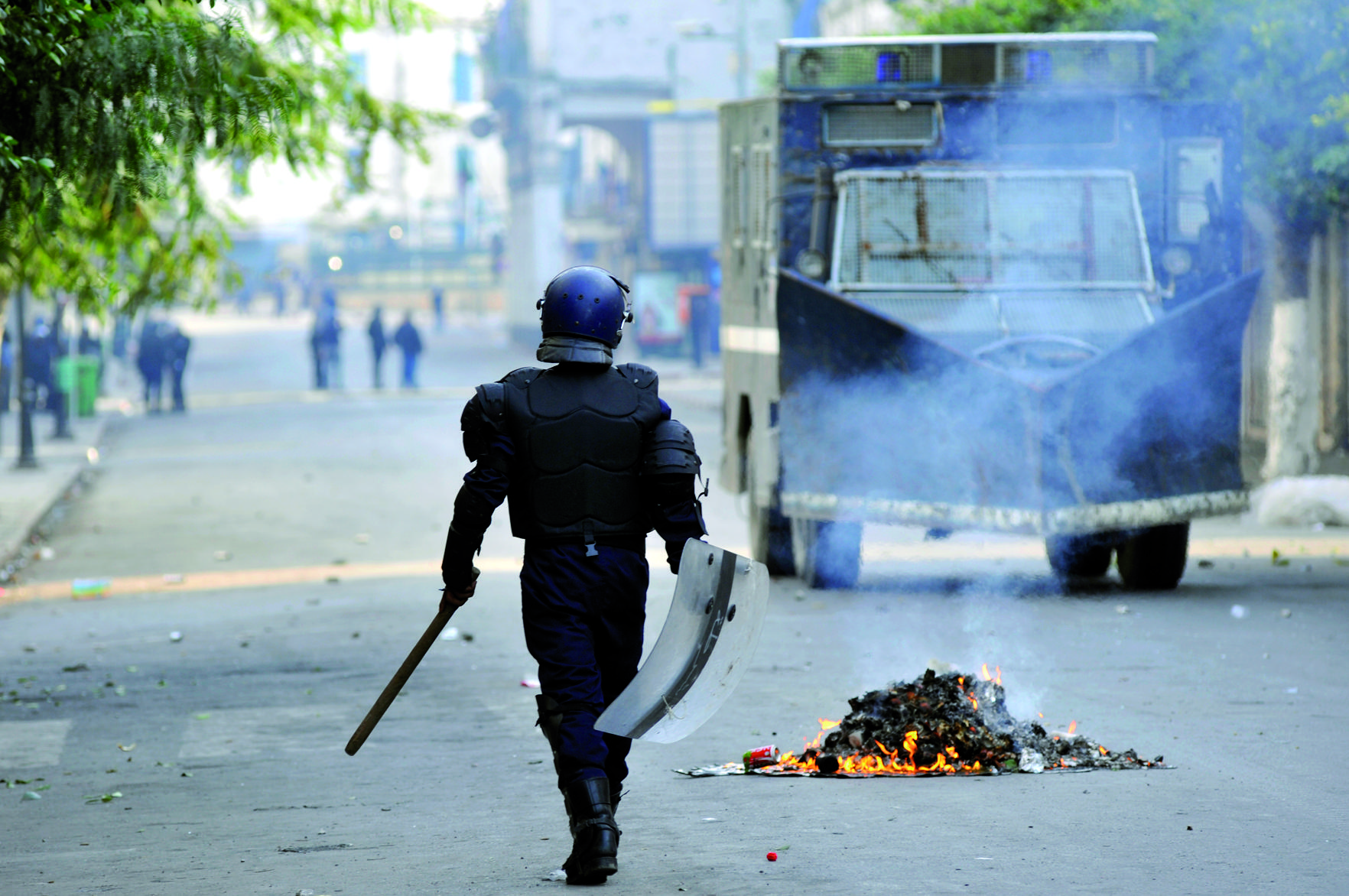
Un agente de las URS.

La sede de la dirección de las Unidades Republicanas de Seguridad (URS), gestiona todas las unidades de la URS en Argelia y se encuentra en El Hamiz, en la provincia de Argel. Las URS están presentes en toda Argelia, gracias a los grupos regionales y a las unidades locales de protección que están repartidas por todo el país, cada agrupación regional cuenta con seis secciones, y hay trece agrupaciones regionales repartidas por todo el país. Las URS son unidades móviles, y pueden intervenir fuera de su provincia si es necesario, disponen de tiendas de campaña, cocinas móviles, un hospital móvil perteneciente al servicio médico y vehículos. Dentro de las URS existen varios servicios y subdirecciones, su cuartel general es la dirección de las Unidades Republicanas de Seguridad (URS), sus departamentos son los siguientes:
- Subdirección de recursos humanos.
- Subdirección de equipamiento.
- Subdirección de formación.
- Servicio Central de Actividades Pirotécnicas (SCAP).
- Servicio médico.
- Grupo de intervención y protección.
- Grupos regionales de intervención.
- Grupos de protección.

## Unidades especializadas
Dentro de las RSU existen varias unidades especializadas que tienen misiones diferentes a las de sus homólogos de las unidades de intervención y protección.

### Servicio central de actividades pirotécnicas
El servicio central de actividades pirotécnicas (SCAP) se creó como resultado de la fusión de la unidad canina (K-9) y la unidad pirotécnica. El SCAP está especializado en la detección y eliminación de artefactos explosivos y minas. El servicio cuenta con grupos de desminadores, técnicos, adiestradores de perros policía, etc.
Son expertos en la búsqueda y desactivación de explosivos, el SCAP dispone de robots técnicos de intervención. El servicio también dispone de un escuadrón canino con perros adiestrados para la búsqueda de drogas, explosivos o personas. Son muy polivalentes y se puede recurrir a ellos para buscar drogas, explosivos o personas enterradas bajo los escombros, en caso de catástrofes naturales, como terremotos o inundaciones.

### Servicio médico
Las URS también disponen de un servicio médico que constituye un servicio importante para las URS, está especializado en intervenciones médicas de urgencia, asistencia médica, apoyo médico y evacuación mediante ambulancias equipadas con material médico durante acontecimientos como manifestaciones, etc. Dentro del servicio médico hay médicos de urgencias, enfermeros, paramédicos y conductores de ambulancias. Además de su formación básica en medicina, todos ellos reciben formación en primeros auxilios, pueden ocuparse muy rápidamente de emergencias potencialmente mortales (heridos de bala, civiles o policías) en un contexto operativo peligroso (como disturbios o tiroteos) y llevar a cabo una evacuación médica a un hospital.

### Grupo de intervención y protección
Las URS también disponen de una unidad de intervención, el grupo de intervención y protección (GIP). 
Esta unidad especial se encarga de la protección, la intervención, el apoyo a las unidades policiales, la detención y la lucha antiterrorista. 
En general, proporciona protección formando un cordón de seguridad alrededor de los equipos encargados del cumplimiento de la ley, en caso de un incidente grave puede intervenir, si los equipos encargados de la aplicación de la ley se enfrentan a una persona armada o un peligro inminente. 
También puede desplegarse en una situación de crisis con un alto riesgo de terrorismo, en ese caso, su misión será asegurar el lugar, fijar y esperar a las unidades de intervención como la BRI o el GOSP, si es necesario intervenir, puede detener y neutralizar a los sospechosos, sus elementos están entrenados en deportes de combate y en artes marciales.

## Misiones
La misión de las URS es mantener y restablecer el orden público cuando sea necesario, ofrecer seguridad a personas, protección de edificios públicos y eventos diversos, lucha contra la violencia urbana, vigilancia y protección de personas y bienes, lucha contra el terrorismo e intervención en caso de acciones terroristas graves, ofrecer ayuda y asistencia a la población en caso de desastres graves y catástrofes naturales. Las URS participan conjuntamente con los servicios de seguridad en operaciones policiales de gran envergadura, en el marco de la lucha contra la delincuencia organizada y cualquier amenaza a la defensa nacional.

## Formación
Los policías de las URS son formados en la academia policial de Dar El Beïda, y al término de su formación, son distribuidos en las diferentes provincias de Argelia. Los policías de las URS reciben formación en combate cuerpo a cuerpo y practican numerosos deportes de combate y artes marciales (Kuk Sool Won, Jūjutsu, etcétera), también reciben formación en control y gestión de multitudes, tiro al blanco, manejo de armas de fuego, así como formación legal y jurídica.

## Equipamiento
- Casco antidisturbios
- Chaleco antibalas
- Escudo antidisturbios
- Granada aturdidora
- Granada de humo
- Guantes
- Lanzagranadas
- Máscara de gas
- Tonfa

## Armamento

### Pistolas ametralladoras
| Nombre                  | Imagen                  | Origen                  | Munición                | Fabricante              |
| Pistolas ametralladoras | Pistolas ametralladoras | Pistolas ametralladoras | Pistolas ametralladoras | Pistolas ametralladoras |
| ----------------------- | ----------------------- | ----------------------- | ----------------------- | ----------------------- |
| Glock 18                |                         | Austria                 | 9 × 19 mm Parabellum    | Glock                   |
| Beretta 93R             |                         | Italia                  | 9 × 19 mm Parabellum    | Beretta                 |

### Pistolas semiautomáticas
| Nombre                   | Imagen                   | Origen                         | Munición                 | Fabricante                                                              |
| Pistolas semiautomáticas | Pistolas semiautomáticas | Pistolas semiautomáticas       | Pistolas semiautomáticas | Pistolas semiautomáticas                                                |
| ------------------------ | ------------------------ | ------------------------------ | ------------------------ | ----------------------------------------------------------------------- |
| Tokarev TT-33            |                          | Unión Soviética                | 7,62 × 25 mm Tokarev     | Planta de armas de Tula                                                 |
| Makarov PM               |                          | Argelia Unión Soviética        | 9 × 18 mm Makarov        | Corporación KalashnikovEmpresa de Construcciones Mecánicas de Khenchela |
| Glock 17                 |                          | Austria                        | 9 × 19 mm Parabellum     | Glock                                                                   |
| Beretta 92               |                          | Italia                         | 9 × 19 mm Parabellum     | Beretta                                                                 |
| Pistola caracal          |                          | Argelia Emiratos Árabes Unidos | 9 × 19 mm Parabellum     | Caracal InternationalEmpresa de Construcciones Mecánicas de Khenchela   |
| Smith & Wesson M&P9      |                          | Estados Unidos                 | 9 x 19 mm Parabellum     | Smith & Wesson                                                          |
| Smith & Wesson M&P40     |                          | Estados Unidos                 | .40 S&W                  | Smith & Wesson                                                          |

### Subfusiles
| Nombre             | Imagen     | Origen     | Munición             | Fabricante     |
| Subfusiles         | Subfusiles | Subfusiles | Subfusiles           | Subfusiles     |
| ------------------ | ---------- | ---------- | -------------------- | -------------- |
| Beretta M12        |            | Italia     | 9 × 19 mm Parabellum | Beretta        |
| HK MP5             |            | Alemania   | 9 × 19 mm Parabellum | Heckler & Koch |
| HK MP5SD           |            | Alemania   | 9 × 19 mm Parabellum | Heckler & Koch |
| HK MP5K            |            | Alemania   | 9 x 19 mm Parabellum | Heckler & Koch |
| Heckler & Koch MP7 |            | Alemania   | HK 4,6 × 30 mm       | Heckler & Koch |

### Fusiles de asalto
| Nombre             | Imagen            | Origen                  | Munición          | Fabricante                                                              |
| Fusiles de asalto  | Fusiles de asalto | Fusiles de asalto       | Fusiles de asalto | Fusiles de asalto                                                       |
| ------------------ | ----------------- | ----------------------- | ----------------- | ----------------------------------------------------------------------- |
| AK-47              |                   | Unión Soviética         | 7,62 × 39 mm      | Corporación Kalashnikov                                                 |
| AKM                |                   | Argelia Unión Soviética | 7,62 × 39 mm      | Corporación KalashnikovEmpresa de Construcciones Mecánicas de Khenchela |
| Steyr AUG          |                   | Austria                 | 5,56 × 45 mm OTAN | Steyr Arms                                                              |
| Heckler & Koch G36 |                   | Alemania                | 7,62 × 51 mm OTAN | Heckler & Koch                                                          |
| Beretta ARX-160    |                   | Italia                  | 5.56 × 45 mm OTAN | Beretta                                                                 |
| Tipo 56            |                   | China                   | 7.62 × 39 mm      | Norinco                                                                 |
| Tipo 81            |                   | China                   | 7,62 × 39 mm      | Norinco                                                                 |

### Fusiles de francotirador
| Nombre                   | Imagen                   | Origen                   | Munición                 | Fabricante                                                              |
| Fusiles de francotirador | Fusiles de francotirador | Fusiles de francotirador | Fusiles de francotirador | Fusiles de francotirador                                                |
| ------------------------ | ------------------------ | ------------------------ | ------------------------ | ----------------------------------------------------------------------- |
| Sako TRG-22              |                          | Finlandia                | .308 Winchester          | SAKO                                                                    |
| Sako TRG-42              |                          | Finlandia                | .300 Winchester Magnum   | SAKO                                                                    |
| Remington MSR            |                          | Estados Unidos           | .338 Lapua Magnum        | Remington Arms                                                          |
| Zastava M93 Black Arrow  |                          | Serbia                   | 12,7 × 108 mm            | Zastava Arms                                                            |
| Dragunov SVD             |                          | ArgeliaUnión Soviética   | 7.62×54mmR               | Corporación KalashnikovEmpresa de Construcciones Mecánicas de Khenchela |

### Ametralladoras
| Nombre | Imagen | Origen          | Tipo                 | Munición     |
| ------ | ------ | --------------- | -------------------- | ------------ |
| RPD    |        | Unión Soviética | Ametralladora ligera | 7,62 × 39 mm |
| RPK    |        | Unión Soviética | Ametralladora ligera | 7,62 × 39 mm |

### Escopetas
| Nombre         | Imagen    | Origen         | Munición   | Fabricante                                              |
| Escopetas      | Escopetas | Escopetas      | Escopetas  | Escopetas                                               |
| -------------- | --------- | -------------- | ---------- | ------------------------------------------------------- |
| Beretta RS-202 |           | Argelia Italia | Calibre 12 | BerettaEmpresa de Construcciones Mecánicas de Khenchela |

### Lanzagranadas acoplado
| Nombre                 | Imagen                 | Origen                  | Munición               | Fabricante                                                                   |
| Lanzagranadas acoplado | Lanzagranadas acoplado | Lanzagranadas acoplado  | Lanzagranadas acoplado | Lanzagranadas acoplado                                                       |
| ---------------------- | ---------------------- | ----------------------- | ---------------------- | ---------------------------------------------------------------------------- |
| GP-25                  |                        | Argelia Unión Soviética | Granada de 40 mm       | Empresa de Construcciones Mecánicas de KhenchelaKBP Instrument Design Bureau |

### Armas eléctricas
| Nombre                 | Imagen                 | Origen                 | Tipo                   |
| Armas de electrochoque | Armas de electrochoque | Armas de electrochoque | Armas de electrochoque |
| ---------------------- | ---------------------- | ---------------------- | ---------------------- |
| X-26                   |                        | Estados Unidos         | Taser                  |

## Vehículos

### Automóviles
| Nombre                    | Imagen | Origen           | Tipo                          | Fabricante               |
| ------------------------- | ------ | ---------------- | ----------------------------- | ------------------------ |
| Toyota Corolla            |        | Japón            | Automóvil de turismo          | Toyota                   |
| Subaru Impreza            |        | Japón            | Automóvil de turismo          | Subaru                   |
| Hyundai i30               |        | Corea del Sur    | Automóvil de turismo          | Hyundai Motor Company    |
| Peugeot 307               |        | Francia          | Automóvil de turismo          | Peugeot                  |
| Ford Focus                |        | Estados Unidos   | Automóvil de turismo          | Ford Motor Company       |
| Škoda Rapid               |        | República Checa  | Automóvil de turismo          | Škoda                    |
| Škoda Fabia               |        | República Checa  | Automóvil de turismo          | Škoda                    |
| Škoda Octavia             |        | República Checa  | Automóvil de turismo          | Škoda                    |
| Volkswagen Polo IV        |        | Alemania         | Automóvil de turismo          | Volkswagen               |
| Volkswagen Polo V         |        | Alemania         | Automóvil de turismo          | Volkswagen               |
| Volkswagen Golf V         |        | Alemania         | Automóvil de turismo          | Volkswagen               |
| Volkswagen Jetta          |        | Alemania         | Automóvil de turismo          | Volkswagen               |
| Volkswagen Passat         |        | Alemania         | Automóvil de turismo          | Volkswagen               |
| Hyundai Santa Fe          |        | Corea del Sur    | Vehículo utilitario deportivo | Hyundai Motor Company    |
| Toyota RAV4               |        | Japón            | Vehículo utilitario deportivo | Toyota                   |
| Kia Sorento               |        | Corea del Sur    | Vehículo todoterreno          | Kia Motors               |
| Tata Safari               |        | India            | Vehículo todoterreno          | Tata Motors              |
| Toyota Land Cruiser Prado |        | Japón            | Vehículo todoterreno          | Toyota                   |
| Toyota Land Cruiser       |        | Japón            | Vehículo todoterreno          | Toyota                   |
| Nissan Patrol             |        | Japón            | Vehículo todoterreno          | Nissan                   |
| Mercedes-Benz Clase G     |        | Alemania Argelia | Vehículo todoterreno          | Mercedes-BenzSAFAV-MB    |
| Ford F-150                |        | Estados Unidos   | Camioneta                     | Ford Motor Company       |
| Iveco Daily               |        | Argelia Italia   | Furgoneta                     | Groupe Ival AlgérieIveco |
| Peugeot Boxer             |        | Francia          | Furgoneta                     | Peugeot                  |
| Mercedes-Benz Vito        |        | Alemania         | Furgoneta                     | Mercedes-Benz            |
| Mercedes-Benz Sprinter    |        | Alemania Argelia | Furgoneta                     | Mercedes-BenzSAFAV-MB    |
| Volkswagen Caddy          |        | Alemania         | Furgoneta                     | Volkswagen               |
| Volkswagen Crafter        |        | Alemania         | Furgoneta                     | Volkswagen               |
| Volkswagen Transporter    |        | Alemania         | Furgoneta                     | Volkswagen               |
| Citroën Berlingo          |        | Francia          | Furgoneta                     | Citroën                  |
| Mercedes-Benz Atego       |        | Alemania Argelia | Camión                        | Mercedes-BenzSAPPL-MB    |
| Mercedes-Benz Unimog      |        | Alemania Argelia | Camión                        | Mercedes-BenzSAPPL-MB    |
| Mercedes-Benz Vario       |        | Alemania         | Minibús                       | Mercedes-Benz            |

### Blindados
| Nombre     | Imagen | Origen                         | Tipo                                |
| ---------- | ------ | ------------------------------ | ----------------------------------- |
| Fahd 200   |        | Egipto                         | Transporte blindado de personal     |
| BCL M-5    |        | Argelia                        | Transporte blindado de personal     |
| Panhard M3 |        | Francia                        | Transporte blindado de personal     |
| NIMR ISV   |        | Argelia Emiratos Árabes Unidos | Vehículo de movilidad de infantería |

### Helicópteros
| Nombre                        | Imagen | Origen  | Fabricante         |
| ----------------------------- | ------ | ------- | ------------------ |
| AgustaWestland AW109          |        | Italia  | AgustaWestland     |
| Eurocopter AS350 Ecureuil     |        | Francia | Airbus Helicopters |
| Eurocopter AS355 Ecureuil 2   |        | Francia | Airbus Helicopters |
| Aérospatiale AS550/555 Fennec |        | Francia | Airbus Helicopters |

### Motocicletas
| Nombre      | Imagen | Origen   | Fabricante |
| ----------- | ------ | -------- | ---------- |
| BMW K1100LT |        | Alemania | BMW        |
| BMW R1100RT |        | Alemania | BMW        |
| BMW R1200RT |        | Alemania | BMW        |
| BMW K1600GT |        | Alemania | BMW        |